# Dirk De Vriese
Dirk De Vriese (Knokke, 3 december 1958) is een Belgisch oud-voetballer.
De Vriese begon op jonge leeftijd bij het plaatselijke FC Knokke. Maar de toenmalige centrale middenvelder trok al gauw naar Cercle Brugge, waar hij de rest van zijn jeugd voetbalde.
In 1976 maakte De Vriese zijn debuut in het A-elftal van Cercle, hij was toen 17 jaar. Hij speelde dat seizoen 27 wedstrijden voor de club uit Brugge. Hij won toen ook als kapitein vd UEFA-junioren de Europese Beker vr België (1977). 
Hij kon daarna tekenen bij Paris-St-Germain maar wegens zijn studies als tandarts wilden zijn ouders dit niet. 
Zo bleef hij in België eerst bij La Louvière (toen in 1ste klasse) en daarna bij RWDM (1979) waar Anderlecht hem ieder seizoen probeerde weg te halen. 
In 1982 lukte dit wel en verhuisde hij naar de buren van RSC Anderlecht.
Bij Anderlecht brak hij na 3de trainingsdag zijn kuitbeen en enkel Dit was zijn 1ste en enige kwetsuur in zijn carrière. Hij won dat jaar wel nog de Europa Cup tegen Benfica (1983).
In 1983 ging De Vriese voor KSC Lokeren voetballen maar in 1986 besloot hij al terug te keren naar RWDM.
Ditmaal bleef De Vriese 7 seizoenen bij RWDM en in 1989 zakte deze club naar Tweede Klasse. Een jaar later zat hij al terug in Eerste Klasse met de Brusselse club.
In 1993, De Vriese was toen 35 jaar, trok de middenvelder voor één seizoen naar AA Gent want een jaar later zette hij een punt achter zijn carrière als voetballer. 
De Vriese speelde voor de volgende Belgische nationale elftallen :
A-en B- elftal, UEFA-Junioren, Olympisch elftal en Militair elftal,
en won 2 Europese Bekers (in 1977 en in 1983).